# Florence Seyvos
Florence Seyvos, née le 25 janvier 1967 à Lyon, est une écrivaine et scénariste française.  Elle obtient plusieurs prix littéraires, dont le prix du Livre Inter en 2025 pour Un perdant magnifique.

## Biographie
Florence Seyvos est la fille d'un médecin de campagne exerçant dans les Ardennes , où elle passe son enfance. Elle habite dans différentes villes de France (Charleville-Mézières, Le Havre, Paris) et en Côte d'Ivoire après la séparation de ses parents lorsqu'elle est adolescente,.
Enfant solitaire, elle participe à des émissions de radio pour trouver les mots, être un personnage et vaincre la peur de l'inconnu.
À 20 ans, elle est remarquée et révélée au public par le prix du jeune écrivain de langue française, puis elle écrit son premier roman pour la jeunesse. Elle est la compagne du cinéaste Arnaud Desplechin, avec qui elle a un enfant. Elle habite Paris.

## Œuvres littéraires

### Littérature pour la jeunesse
En 1988, Florence Seyvos fait la rencontre de Geneviève Brisac, éditrice de littérature pour la jeunesse, qui l'incite à travailler dans cette voie,.
En 1994, elle publie Pochée, illustré par Claude Ponti, à L'École des loisirs.
Elle traduit et adapte également de la littérature jeunesse anglaise, allemande, japonaise, suédoise, italienne (Jane Goodall, Catherine Sefton, Tomi Ungerer, Ole Könnecke, Yuichi Kasano, Kazuo Iwamura…).
En 2007, elle traduit et adapte les textes du chef d'orchestre italien Claudio Abbado dans Je serai chef d'orchestre.

### Littérature générale
Florence Seyvos passe de la littérature jeunesse à la littérature adulte. Pour elle, « Quel que soit le lecteur, le geste d’écrire est le même ». L'univers de ses romans est souvent l'enfance.
Elle publie un récit Gratia en 1992.
En 1995, elle publie son premier roman Les Apparitions. Florence Seyvos reçoit pour ce livre la bourse jeune écrivain de la fondation Hachette, ainsi que le prix Goncourt du premier roman 1995 et le prix France Télévisions 1995.
Elle publie L'Abandon en 2002. Ce récit raconte l'amour d'une jeune fille de 18 ans pour son professeur de violoncelle, homme mûr et marié.
Elle publie son troisième roman pour adultes en 2013, Un garçon incassable. Dans ce roman, Florence Seyvos montre comment un enfant handicapé peut être aussi souple que Buster Keaton. Ce livre reçoit le prix Renaudot poche.
En 2016, elle publie La Sainte Famille qui met en scène une petite fille Suzanne qui met en place une multitude d'astuces pour se créer un périmètre de sécurité et survivre.
Un perdant magnifique est publié en 2025, dans lequel « La romancière s’inspire d’une enfance entre Le Havre et la Côte d’Ivoire pour donner corps à un beau-père fantasque et inquiétant » selon 
 Le Temps. Ce livre reçoit le Prix du Livre Inter 2025,.

### Scénarios
En 1997, elle coécrit avec la réalisatrice et scénariste Noémie Lvovsky, pour la télévision, Les années lycée : Petites. Depuis, la collaboration se poursuit avec Noémie Lvosky. En 1999, elles co-écrivent La vie ne me fait pas peur, en 2003 Les Sentiments, en 2007 Faut que ça danse !, en 2012 Camille redouble, en 2016 Demain et tous les autres jours.

## Publications

### Littérature jeunesse
- Comme au cinéma, coll. « Page Blanche (jeunesse) », éditions Gallimard, 1989
- Le jour où j'ai été le chef, L'École des loisirs, 1990
- L'Erreur de Pascal, L'École des loisirs, 1991
- La Nuit chez Salomé, L'École des loisirs, 1991
- Sans enthousiasme, L'École des loisirs, 1991
- La Tempête, avec Claude Ponti au dessin, L'École des loisirs, 1993
- Voleuse de peluche, L'École des loisirs, 1993
- Pochée, avec Claude Ponti au dessin, L'École des loisirs, 1994
- L'Ami du petit tyrannosaure, avec Anaïs Vaugelade au dessin, L'École des loisirs, 2003 Prix Bernard Versele (2 chouettes)[13].
- Jean l'impitoyable, L'École des loisirs, 2007
- Il va y avoir du sport mais moi je reste tranquille', L'École des loisirs', 2008
- Nanouk et moi, 2009

### Littérature générale
- Gratia, 1992
- Les Apparitions, Éditions de l'Olivier, 1995 Prix Goncourt du premier roman et prix France Télévisions.
- L’Abandon, éd. de l'Olivier, 2002
- Le Garçon incassable, éd. de l'Olivier, 2013 Prix Renaudot du livre de poche.
- La Sainte Famille, éd. de l'Olivier, 2016
- Une Bête aux aguets, éd. de l'Olivier, 2020, 139 pages  (ISBN 978-2823611793)
- Un perdant magnifique[10],[1], éd. de l'Olivier, 2025 176 pages  (ISBN 978-2879297859) prix du Livre Inter 2025[12]

## Scénarios de films
Florence Seyvos est co-scénariste avec Noémie Lvovsky de plusieurs films réalisés par cette dernière.
- La vie ne me fait pas peur, 1999
- Les Sentiments, 2003
- Faut que ça danse !, 2007
- Camille redouble, 2012 César 2013 : Nomination au César du meilleur scénario original
- Demain et tous les autres jours, 2016